# Giovanni Trainini
Giovanni Trainini (Corzano, 5 marzo 1949) è un allenatore di calcio ed ex calciatore italiano.

## Carriera

### Giocatore
Ha disputato due campionati di Serie B con il Brescia, esordendo tra i cadetti il 7 maggio 1972 nella partita Brescia-Reggiana (1-1).
Ha giocato in Serie C con la maglia del Bolzano nel ruolo di centrocampista, più precisamente mezza punta dai piedi buoni.. Poi nella Triestina tra C e C1 e a Sant'Angelo Lodigiano.

### Allenatore
Ha iniziato ad allenare nel settore giovanile del Monza, per poi passare alla guida della prima squadra nel finale della stagione 1990-1991 quando sostituì l'esonerato Franco Varrella e chiuse con un 5º posto nel campionato di Serie C1 e con la vittoria della Coppa Italia Serie C; l'anno seguente ottiene invece un 2º posto in classifica, che vale ai biancorossi la promozione in Serie B. Trainini viene riconfermato alla guida della squadra brianzola anche nella stagione 1992-1993, che viene chiusa con un 13º posto in classifica nella serie cadetta, mentre l'anno successivo viene esonerato a stagione in corso. Dal 1994 al 1997 ha allenato il Lumezzane, sempre in Serie C2, ottenendo due secondi posti consecutivi nelle sue prime due stagioni e vincendo il campionato (con conseguente promozione in Serie C1) nella stagione 1996-1997. L'anno seguente passa ad allenare il Saronno, con cui ottiene un 12º posto in classifica in Serie C1, mentre nella stagione 1998-1999 chiude al 2º posto in classifica il campionato di Serie C1 alla guida del Como. Dopo un'ulteriore esperienza in terza serie alla Cremonese, chiusa con un esonero a stagione in corso, ha allenato per due anni consecutivi il Montichiari in Serie C2, venendo esonerato nella parte finale della sua seconda stagione. Ha poi allenato per due campionati consecutivi la Pro Sesto, prima di tornare al Monza nella stagione 2004-2005, nella quale viene ancora una volta esonerato a stagione in corso. Si chiude con un esonero anche la sua seconda avventura sulla panchina della Pro Sesto, in Serie C1 nella stagione 2005-2006, in seguito alla quale rimane inattivo per tre stagioni, fino al 2009, quando siede per un campionato sulla panchina del Rodengo Saiano in Lega Pro Seconda Divisione. Dopo quest'ultima esperienza ha smesso di allenare ed ha iniziato a lavorare come opinionista televisivo.

## Palmarès

### Allenatore

#### Competizioni nazionali
- Coppa Italia Serie C: 1

Monza: 1990-1991
- Serie C2: 1

Lumezzane: 1996-1997